# Carmen Cartellieri
Carmen Cartellieri (Proßnitz, actual Prostějov, 28 de junio de 1891-17 de octubre de 1953), nacida Franziska Ottilia Cartellieri y con nombre artístico Carmen Teschen, fue una actriz y productora austriaca.

## Biografía
Cartellieri nació el 28 de junio de 1891 con el nombre de Franziska Ottilia Cartellieri. Nació en Proßnitz, Austria-Hungría (actualmente Prostějov, República Checa), pero pasó la mayor parte de su infancia en Innsbruck, Austria. Su padre era ingeniero. A los 16 años se casó con Emanuel Ziffer Edler von Teschenbruck, conocido como Mano Ziffer-Teschenbruk. Teschenbruck era un aristócrata que originalmente era artista y más tarde se convirtió en director. Tuvieron una hija en común, Ruth (nacida en 1910).

## Trayectoria
Los comienzos de la carrera de Cartellieri contaron con la ayuda de su marido, Teschenbruck, y de Cornelius Hintner, un director tirolés afincado en Hungría que había sido cámara de Pathé. Cartellieri actuó en varias películas mudas húngaras entre 1918 y 1919. Su nombre artístico era Carmen Teschen. Actuó en su primera película austriaca, La gitana (1919), dirigida por Hinter. También protagonizó la película de Hinter La mano estranguladora/La mano del diablo, en 1920. La situación política tras la guerra en Hungría la obligó a trasladarse de Budapest a Viena. Carmen consiguió convertirse en una gran estrella, actuando en películas en alemán durante la década de 1920.
En 1920, Carmen fundó la empresa Cartellieri-Film con Teschenbruck y Hinter. También utilizó su apellido para sugerir que era italiana. La primera producción de su compañía fue una comedia dirigida por Teschenbruck titulada Carmen aprende a esquiar (1920). Gustó mucho al público vienés, que la eligió como «la actriz más bella de Viena». La segunda producción de la compañía fue La mano que estrangula/La mano del diablo (1920), dirigida por Hinter. Esta película fue alabada por la crítica por la eficacia de su narrativa y la interpretación de Carmen.
Carmen siguió actuando en películas de la compañía como La muerte blanca (1921), La tragedia de los Dolomitas (1921), La criatura del mundo de las estrellas (1922), El peligro amarillo (1922) y El pecado de Inge Lars (1922).
Criatura del mundo de las estrellas (1922) fue dirigida por Teschenbruk con Carmen, y fue el primer largometraje mudo sobre el espacio exterior no adaptado de los escritos de Julio Verne. Carmen también produjo Die Sportlady (1922), de Hinter, que le dio la imagen de «vampiresa». Carmen prefirió trabajar a menudo con Tilde Fogl y Rita Barré, guionistas femeninas, durante su carrera como actriz y productora.
Entre 1921 y 1923, Carmen ganó numerosos premios de belleza y moda y se hizo más famosa que otras estrellas de cine como Liane Haid y Magda Sonja. Protagonizó Fiat Lux (1923), de Wilhelm Thiele, Las manos de Orlac (1924), de Robert Wiene, y Die Puppe des Maharadscha/The Doll of the Maharajah (1924), de Hans Homma.
Su declive como actriz principal comenzó después de la epopeya muda austriaca de Robert Wiene, El caballero de la rosa (1926). Una vez finalizada la era del cine mudo, Carmen no pudo trasladar su carrera al cine sonoro. Su última aparición fue en El destino de los Habsburgo (1928).

### Teatro
Cartellieri también trabajó en el teatro durante la década de 1920. A menudo actuaba en el teatro Ronacher de Viena, pero también se la vio en la pantomima de 1926 Der Todesring (El anillo de la muerte).

## Filmografía parcial
- A sors ökle (1918) - Hella
- Kettös álarc alatt (1918) - Wilson detektíva detektív nõvére
- A cigányleány (1919) - A cigányleány
- Az összeesküvök (1919) - Santini énekesnõ
- A bosszú (1919) - Mirjam, Uziel lánya
- Teherán gyöngye (1919)
- Marion Delorme (1919)
- Az elrabolt szerencse (1920) - Éva / Mária
- Büßer der Leidenschaft (1920)
- Die Würghand (1920) - Rose
- Die Liebe vom Zigeuner stammt... (1920)
- Der weiße Tod (1921) - Carmen Riccardi
- The Dead Wedding Guest (1922) - Donna Clara
- Die Sünde der Inge Lars (1922)
- Die Frauen des Harry Bricourt (1922)
- Parema - Das Wesen aus der Sternenwelt (1922)
- Die Menschen nennen es Liebe... (1922)
- Die gelbe Gefahr (1922)
- Die Sportlady (1922)
- Töte sie! (1922)
- Fiat Lux (1923) - Tochter des Ingenieurs
- Eines Vaters Söhne (1923)
- Das Geheimnis der Schrift (1924)
- Die Tragödie einer Frau (1924)
- The Hands of Orlac (1924) - Regine
- Die Puppe des Maharadscha (1924)
- Was ist Liebe...? (1924)
- Boarding House Groonen (1925)
- Frauen aus der Wiener Vorstadt (1925)
- Der Rosenkavalier (1925) - Annina
- Der Balletterzherzog. Ein Wiener Spiel von Tanz und Liebe (1926) - Madame Spalanzoni - the Prima Ballerina
- The Family without Morals (1927) - Sophie
- Infantrist Wamperls dreijähriges Pech (1927)
- Todessturz im Zirkus Cesarelli (1927)
- Madame Dares an Escapade (1927)
- Die Strecke (1927) - Anna - die Kassierin in der 'Traube'
- Die Ehe einer Nacht (1927) - Dina Elkström
- The Man with the Limp (1928) - Madame Pique
- Ein Wiener Musikantenmädel (1928)
- The Gambling Den of Montmartre (1928) - Die Zimmervermieterin
- The Fate of the House of Habsburg (1928) - Countess Larisch
- The Midnight Waltz (1929) - (final film role)